# Yoshiyuki Matsuyama
Yoshiyuki Matsuyama (jap. 松山 吉之, Matsuyama Yoshiyuki; * 31. Juli 1966 in Kyoto, Präfektur Kyōto) ist ein ehemaliger japanischer Fußballspieler.

## Nationalmannschaft
1987 debütierte Matsuyama für die japanische Fußballnationalmannschaft. Matsuyama bestritt 10 Länderspiele und erzielte dabei vier Tore. Mit der japanischen Nationalmannschaft qualifizierte er sich für die Asienmeisterschaft 1988.